# Titi Papan
Titi Papan is een bestuurslaag in het regentschap Medan van de provincie Noord-Sumatra, Indonesië. Titi Papan telt 29.270 inwoners (volkstelling 2010).